# Sheriffen af Nottingham
Sheriffen af Nottingham er den primære antagonist i legenden om Robin Hood. Han bliver normalt afbildet som en uretfærdig tyran, der mishandler lokalbefolkningen i Nottinghamshire, og udsætter dem for voldsomme skatter. Robin Hood bekæmper ham, stjæler fra de rige og fra sheriffen, for at give til de fattige; det er denne karakteristika, som Robin Hood er blev bedst kendt for.
Det er ikke fastslået præcis hvem karakteren er baseret på, men det kan have en (eller en kombination af flere) af de personer, der har haft posten som High Sheriff of Nottinghamshire, Derbyshire and the Royal Forests. Hvis handlingen i fortællingen sker under Richard Løvehjertes fravær som konge under det tredje korstog, hvilket er tilfældet i mange versioner af Robin Hood-legenden, så kan karakteren blive identificeret som den relativt ukendte William de Wendenal; men sheriffen er normalt enten anonym eller pseudonym.
Rollen er blevet spillet af en lang række skuespillere herunder Pat Buttram som stemme i Disneys animerede Robin Hood,
Alan Rickman i Robin Hood: Prince of Thieves (1991), Roger Rees i Mel Brooks' Robin Hood: Men in Tights (1993) hvor han er Sheriffen af Rottingham, Matthew Macfadyen i Ridley Scotts Robin Hood (2010) og Ben Miller i Doctor Who episoden "Robot of Sherwood" i tredje episode af 8. sæson.